# ألزانو سكريفيا
ألزانو سكريفيا (بالإيطالية: Alzano Scrivia)‏ هي بلدية في مقاطعة ألساندريا في إقليم بييمونتي في إيطاليا.

## السكان
في سنة 1861 بلغ عدد السكان 630 نسمة، وتطور العدد ليصل في سنة 2011 لـ 380 نسمة.
يظهر هذا المخطط البياني تطور النمو السكاني لـ ألزانو سكريفيا